# Inertie du sommeil
 (décembre 2023).
La mise en forme du texte ne suit pas les recommandations de Wikipédia : il faut le « wikifier ».
Les points d'amélioration suivants sont les cas les plus fréquents :
- Les titres sont pré-formatés par le logiciel. Ils ne sont ni en capitales, ni en gras.
- Le texte ne doit pas être écrit en capitales (les noms de famille non plus), ni en gras, ni en italique, ni en « petit »…
- Le gras n'est utilisé que pour surligner le titre de l'article dans l'introduction, une seule fois.
- L'italique est rarement utilisé : mots en langue étrangère, titres d'œuvres, noms de bateaux, etc.
- Les citations ne sont pas en italique mais en corps de texte normal. Elles sont entourées par des guillemets français : « et ».
- Les listes à puces sont à éviter, des paragraphes rédigés étant largement préférés. Les tableaux sont à réserver à la présentation de données structurées (résultats, etc.).
- Les appels de note de bas de page (petits chiffres en exposant, introduits par l'outil «  Source ») sont à placer entre la fin de phrase et le point final[comme ça].
- Les liens internes (vers d'autres articles de Wikipédia) sont à choisir avec parcimonie. Créez des liens vers des articles approfondissant le sujet. Les termes génériques sans rapport avec le sujet sont à éviter, ainsi que les répétitions de liens vers un même terme.
- Les liens externes sont à placer uniquement dans une section « Liens externes », à la fin de l'article. Ces liens sont à choisir avec parcimonie suivant les règles définies. Si un lien sert de source à l'article, son insertion dans le texte est à faire par les notes de bas de page.
- La présentation des références doit suivre les conventions bibliographiques. Il est recommandé d'utiliser les modèles {{Ouvrage}}, {{Chapitre}}, {{Article}}, {{Lien web}} et/ou {{Bibliographie}}. Le mode d'édition visuel peut mettre en forme automatiquement les références.
- Insérer une infobox (cadre d'informations à droite) n'est pas obligatoire pour parachever la mise en page.

Pour une aide détaillée, merci de consulter Aide:Wikification.
Si vous pensez que ces points ont été résolus, vous pouvez retirer ce bandeau et améliorer la mise en forme d'un autre article.

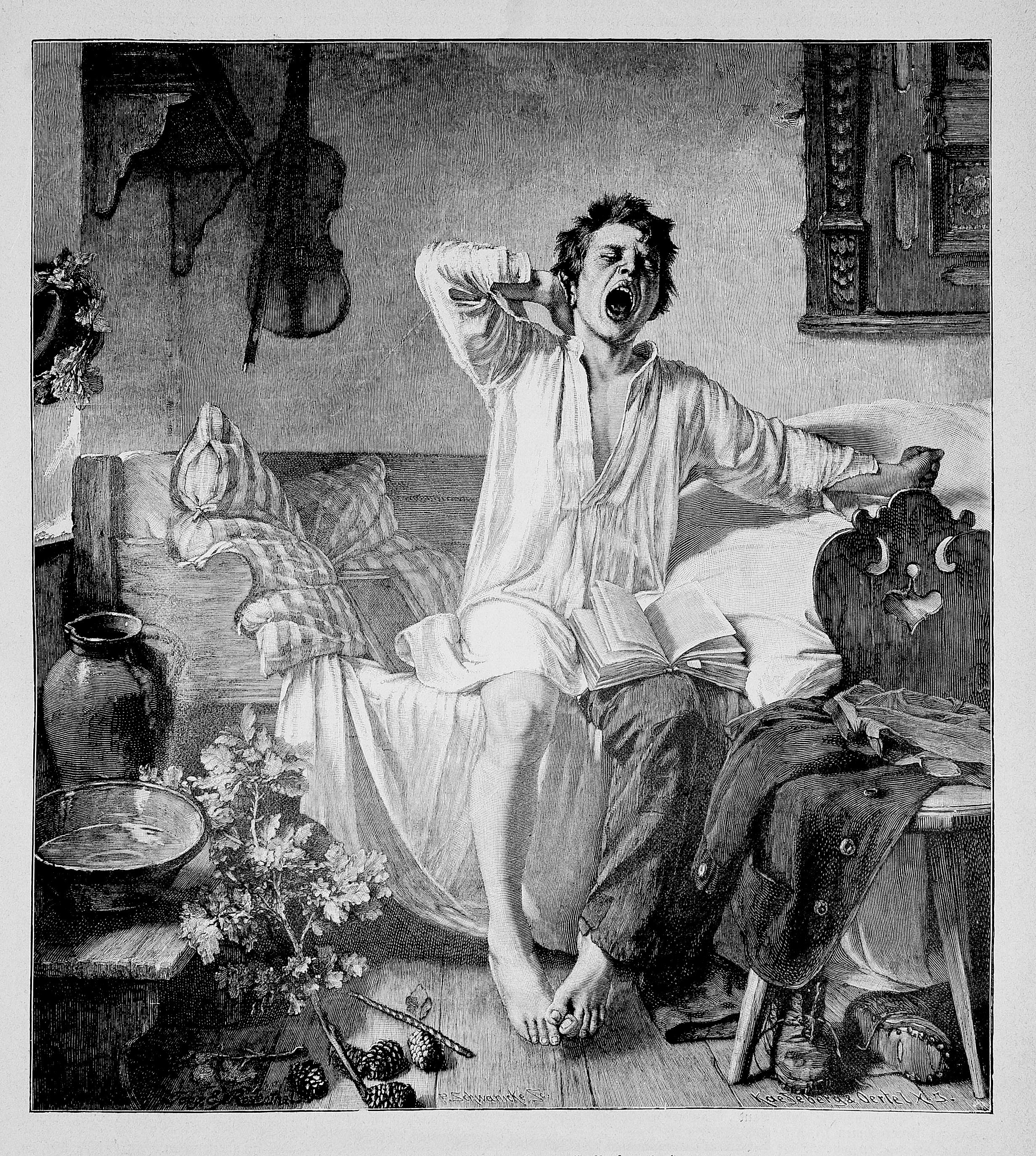
Morgenstunde hat Gold im Munde (L'avenir appartient à ceux qui se lèvent tôt), gravure d'après un tableau de Toby Edward Rosenthal publiée dans Die Gartenlaube (1889).

L’inertie du sommeil, aussi appelé "ivresse du sommeil" est un trouble de l'éveil qui survient au moment de l’éveil. L'inertie du sommeil est un symptôme fréquent de l'hypersomnie et de la narcolepsie. Sous son aspect clinique, l'inertie du sommeil correspond à un état de l'organisme où les facultés cognitives et la vigilance sont réduits. Cet état peut être ressenti lors de n’importe quel moment de transition du sommeil à l'éveil, mais est plus fréquemment décrit lors d'un éveil en sommeil lent de stade N3.
Bien que l'inertie du sommeil soit une altération de la vigilance qui est transitoire, cet état pourrait entraîner des conséquences, comme des accidents domestiques.

## Symptômes
- Un désir de retourner dormir[1].
- ors du stade N3 (l nfusion au réveil[1].
- Affaiblissement de la vigilance et de la performance cognitive[2].
- Affaiblissement du contrôle moteur et de l'attention[2].
- Désorientation[1].
- Fatigue accrue.

Les symptômes peuvent commencer à s'estomper aussi rapidement qu'une minute après le réveil, mais peuvent également durer jusqu'à plus de 2 heures après le réveil.

## Causes
Plusieurs facteurs ont une influence sur l'inertie du sommeil :
- La privation antérieure du sommeil augmente l'intensité de l'inertie du sommeil. Des études ont également démontré qu'un sommeil réparateur à la suite d'une longue période sans dormir augmentait également l'inertie du sommeil[3].
- Un réveil soudain pendant le sommeil profond augmente l'inertie du sommeil par rapport à un réveil au stade de sommeil peu profond 1 et 2 ou au stade du sommeil REM[2].
- Le besoin du cerveau d’un réveil graduel dû à sa complexité. Des analyses d'électroencéphalogramme ont en effet montré que les parties frontales du cerveau se réveillent avant les parties pariéto-occipitales[4].
- Des recherches ont démontré que l’inertie du sommeil pourrait être due à un réveil avant que les taux d'adénosine se soient dissipés dans le cerveau. L'adénosine est une substance chimique présente naturellement dans le cerveau qui joue un rôle essentiel dans le contrôle des cycles éveil-sommeil. En état d'éveil, l'adénosine se lie à des récepteurs spécifiques du cerveau, contribuant ainsi à accroître la sensation de fatigue au fil du temps[1]. Le taux d’adénosine augmente avec une privation du sommeil et se dissipe dans les heures de sommeil[5].
- Des études ont également démontré un débit sanguin cérébral diminué immédiatement après le réveil par rapport à avant le réveil. Ce débit était rétabli environ 30 minutes après le réveil, corrélant avec la fin de l'inertie du sommeil[1],[6].
- Les connexions neuronales dans le réseau sensorimoteur sont plus basses au réveil, pouvant être comparées à celles du sommeil REM, expliquant la baisse au niveau du contrôle moteur vue lors de l'inertie du sommeil[7].

## Diagnostic
L’inertie du sommeil est habituellement évaluée en considérant les performances cognitives et durant les tâches comportementales. Ces performances sont généralement rapportées par deux modes : des déclarations de conscience faites par les patients eux-mêmes et des électroencéphalogrammes représentant l’activité cognitive lors de l’éveil. Cependant, il est clair que ces méthodes ne sont pas idéales dans un contexte d’évaluation et de traitement clinique. Une étude effectuée en 2015 a donc élaboré un questionnaire que les patients peuvent utiliser pour déclarer non seulement leur état d’éveil, mais aussi leur inertie du sommeil de façon plus générale.
Le diagnostic de l’inertie du sommeil est compliqué, car il existe beaucoup de variabilité entre les individus. Une étude de 2022 a cependant réussi à identifier quatre profils d’inertie du sommeil (SI) : Low SI, Mild SI, Moderate SI et Severe SI. Ces quatre groupes dépendent grandement de certains critères, comme l’âge, la durée du sommeil, la qualité du sommeil, la perturbation du sommeil, etc. Ces découvertes permettent de développer des outils d’évaluation et des plans d’intervention ou de traitement pour l’inertie du sommeil.

## Traitements et pistes de solutions
Diverses approches visent à atténuer l'inertie du sommeil, bien que le traitement optimal demeure variable selon la personne. Les stratégies recommandées comprennent une hygiène de sommeil adéquate, la consommation de café au réveil, l'exposition à la lumière naturelle et des nuits suffisamment longues dans un environnement propice au sommeil,. Généralement, les options de traitement dépendent de la cause sous-jacente de la somnolence excessive.
Se réveiller naturellement après une durée de sommeil optimale, environ 8 heures, a été suggéré pour minimiser les effets de l'inertie du sommeil.
Une étude de 2013 indique que mâcher de la gomme à la caféine au réveil peut significativement réduire cette inertie du sommeil. La caféine, antagoniste de l'adénosine, réduit la sensation de fatigue et favorise l'éveil en bloquant temporairement les récepteurs d'adénosine.
Cependant, l'utilisation de la fonction «snooze» des alarmes de réveil a été associée à une augmentation de l'inertie du sommeil et de la fatigue après le réveil, selon une étude récente de 2022. Cette fonction ramène le dormeur à un stade peu profond du sommeil (NREM sleep), caractérisé par une somnolence accrue au réveil. L'étude souligne l'importance d'une transition naturelle du sommeil à l'éveil pour minimiser les impacts indésirables.

## Conséquences
Les conséquences de l’inertie du sommeil sont multiples, et peuvent aussi bien être négligeables, que plus impactantes au quotidien. Cette période où la fatigue est accrue, où les performances, tout comme la vigilance, sont diminuées, où l’organisme est désorienté, apparait comme une phase de latence avant que notre cerveau puisse être au maximum de sa productivité. Alors que cela peut durer seulement quelques minutes, cela devient plus contraignant quand cette inertie du sommeil se prolonge sur plusieurs heures. En effet, les états physique et psychique dans lesquels se trouvent l’organisme à ce moment-là s’apparentent à être sous l’effet de l’alcool.  
Par ailleurs, certaines personnes sont plus susceptibles de souffrir de cette diminution des capacités cognitives dans les premiers temps de l’éveil, notamment lorsqu’elles sont dans l’obligation de prendre des décisions dès les premiers instants de leur éveil, comme les personnes de garde dans le secteur médical, ou les pompiers. Au-delà du secteur professionnel, les personnes sont différemment affectées en fonctions de leur chronotype. Des expériences réalisées sur le sujet ont démontrées que les individus fonctionnant avec un chronotype du matin seraient atteintes pendant moins longtemps des symptômes de l’inertie du sommeil. Au contraire, les personnes avec un chronotype du soir, subiraient sur une plus longue durée cette diminution globale des capacités.

## Risques
De toute évidence, des risques s’ensuivent de cette inertie du sommeil. En effet, la diminution de la vigilance qui en résulte affecte directement la capacité de réflexe de l’organisme, ce qui peut créer des situations dangereuses comme des accidents de la route. Une grande proportion des accidents de la route a lieu le matin, ce qui pourrait corréler avec la période d’inertie du sommeil.  